# پریکلس شاموسکا
پریکلس شاموسکا (انگلیسی: Péricles Chamusca؛ زادهٔ ۲۹ سپتامبر ۱۹۶۵) بازیکن فوتبال اهل برزیل است.
از باشگاه‌هایی که در آن بازی کرده است می‌توان به باشگاه ورزشی باهیا اشاره کرد.